# Orchidee nere
Orchidee nere (titolo originale Black Orchids) è la seconda novella gialla di Rex Stout con Nero Wolfe protagonista.

## Storia editoriale
Il racconto fu pubblicato per la prima volta nel numero di agosto 1941 sulla rivista The American Magazine con il titolo di Death Wears an Orchid e in formato libro nella raccolta Black Orchids nel 1942.

## Trama
Pur di ottenere l'ibrido creato da Lewis Hewitt, la nota orchidea nera, Nero Wolfe si accinge a risolvere un caso di omicidio che rischia di coinvolgere proprio Hewitt: la ricompensa sarà il fiore tanto desiderato. Il compito non sarà semplice e costringerà Wolfe a tentare un rischioso stratagemma che metterà in pericolo la sua vita, insieme a quelle di Archie, dell'Ispettore Cramer e di tutti i principali indiziati.

### Personaggi principali
- Nero Wolfe: investigatore privato
- Archie Goodwin: assistente di Nero Wolfe e narratore di tutte le storie
- Fritz Brenner: cuoco e maggiordomo
- Theodore Horstmann: giardiniere di Nero Wolfe
- Saul Panzer e Johnny Keems: investigatori privati
- Lewis Hewitt, Fred Updegraff, W. G. Dill: vivaisti
- Anne Tracy: segretaria
- Harry Gould: giardiniere
- Rose Lasher: una ragazza gelosa
- Pete Arango: impiegato ai Vivai Updergraff
- Cramer: ispettore della Squadra Omicidi
- Purley Stebbins: sergente della Squadra Omicidi

## Critica
"Black Orchids mostra tutti i punti di forza di Stout: dialogo brillante, narrazione arguta, inganni intelligenti, deduzioni perspicaci e umorismo efficace. Stout non aveva ancora messo a punto bene la forma narrativa della novella, perciò la storia sembra più un romanzo abbreviato che non una vera novella, ma è una storia di alta qualità che comprende la visita di Wolfe a una preziosa mostra floreale, l'omicidio di un losco impiegato e un drammatico stratagemma in stile Gladys Mitchell per smascherare l'assassino."

## Edizioni
- Rex Stout, Orchidee nere, traduzione di Laura Grimaldi, collana I Classici del Giallo (n. 599), Arnoldo Mondadori Editore, 1990,  p. 202.